# 格雷格·戴维斯
格雷格·戴维斯（英語：Greg Davies，1969年5月14日—）是一位英国栋笃笑、演员，曾做过老师，最知名于在We Are Klang中扮演We Are Klang和在E4的情景喜剧《中间人》中扮演Mr. Gilbert。

## 外部連結
- 格雷格·戴维斯在互联网电影资料库（IMDb）上的資料（英文）